# Lithium (label)
Pour les articles homonymes, voir Lithium (homonymie).
Lithium était un label de musique français, fondé par Vincent Chauvier au début des années 1990 à Nantes. Lithium se voyait avant tout comme un label de rock indépendant. Il a révélé plusieurs artistes français, tels que, le chanteur Dominique A, ou les groupes Lucievacarme, Diabologum, Mendelson et Programme. Le label, après plus de dix ans d'existence, a cessé ses activités en 2004.

## Artistes du label
- Dominique A
- Acapulco Laps
- Bertrand Betsch
- Françoiz Breut
- Da Capo pour leur premier album Minor Swing (1997), groupe alors composé par les frères Alexandre et Nicolas Paugam[3]
- Delaney
- Diabologum
- Dogbowl
- Emma
- Experience
- Holden
- Jérôme Minière
- La Fresto
- Lucievacarme
- Mendelson
- Oslo Telescopic
- Perio
- Programme
- The Ep

## Discographie partielle
| Année | Artiste        | Album                                               | Type |
| ----- | -------------- | --------------------------------------------------- | ---- |
| 1992  | Dominique A    | La Fossette                                         | LP   |
| 1993  | Diabologum     | C'était un lundi après-midi semblable aux autres... | LP   |
| 1995  | Dominique A    | La mémoire Neuve                                    | LP   |
| 1998  | Jérôme Minière | La Nuit éclaire le jour qui suit                    | LP   |
| ...   | ...            | ...                                                 | ...  |